# Вучја јабука
Вучја јабука (лат. Aristolochia clematitis) је зељаста биљка из фамилије Aristolochiaceae. Раније се сматрала лековитом и употребљавана је широм Балкана, али се у последње време (као извор аристолохинске киселине) сматра узрочником балканске ендемске нефропатије.

## Опис врсте
Вишегодишња зељаста биљка са жућкастосмеђим ризомом. Стабљика је висока до једног метра, усправна, жуто зелена, непријатног мириса. Листови су на дугачким дршкама, јајастог облика, а при основи срцасти усечени. Цветови су зигоморфни, хермафродитни и налазе се у пазуху листова. Листићи цветног омотача су жути, срасли у цев, која је при основи проширена, а у горњем делу је језичасти издужена. Плодник има шест жигова испод којих су 6 сраслих прашника. Плод је многосемена чаура. Цвета од маја до јуна.

## Станиште
Расте широм Европе и Медитерана, претежно у равничарским крајевима, поред путева, на насипима.